# Nicholas Ray
Nicholas Ray, egentlig Raymond Nicholas Kienzle, (født 7. august 1911 i Galesville, Wisconsin, død 16. juni 1979 i New York City) var en amerikansk filminstruktør og skuespiller. 
Han leverede en moden debut med They Live by Night (1948), om to unge på flugt fra politiet. Hans to næste film var usædvanlige fortællinger og viste et særpræget talent: In a Lonely Place (Manden uden hæmninger, 1950) var en hårdkogt psykologisk thriller med Humphrey Bogart som manuskriptforfatter i Hollywood, og i den symbolistiske westernfilm Johnny Guitar (1953) satte han de kvindelige hovedpersoner, spillet af Joan Crawford og Mercedes McCambridge, i forgrunden. Ray fik derefter en stor kommerciel succes med Rebel Without a Cause (Vildt blod, 1955) hvor James Dean spiller sin mest berømte rolle. Disse film røbede Rays evner som fortæller og hans engagement på vegne af unge mennesker, og kritikerne hyllede ham som en selvstændig personlighed indenfor Hollywoods filmindustri.
Efter bl.a. bibelfilmen King of Kings (Kongernes konge, 1961) og 55 Days at Peking (55 dage i Peking, 1963), en dyr film om Bokseropstanden, brød han med filmselskaberne og fik ikke længere finansieret nogen filmprojekter. Han underviste i film i New York, instruerede eksperimentfilm, og dukkede op som skuespiller i Wim Wenders' Der amerikanische Freund (Den amerikanske ven, 1977). På dødslejet skabte han Nick's Movie (1980) i samarbejde med Wenders, som afsluttede filmen efter Rays død.